# Quiet Times
Quiet Times este cel de-al doilea disc single extras de pe albumul Safe Trip Home, al interpretei de origine engleză, Dido.